# Medcezir
Medcezir är en turkisk TV-serie som började visas på Star TV den 13 september 2013. Serien är skapad och skriven av Ece Yörenç. Serien, som skapades av Ece Yörenç, handlar om en grupp ungdomar och deras familjer i Istanbul.

## Rollista (i urval)
- Çağatay Ulusoy - Yaman Koper
- Serenay Sarıkaya - Mira Beylice
- Barış Falay - Selim Serez
- Şebnem Dönmez - Sude Beylice
- Hazar Ergüçlü - Eylül Buluter
- Taner Ölmez - Mert Serez